# Poklicna astma
Poklicna astma je oblika bronhialne astme,  kronične bolezni pljuč, za katero je značilna spreminjajoča zapora dihalnih poti. Nastane zaradi začasnega krča sapnic v obliki napada dušenja. Povzročajo pa jo dejavniki in okoliščine, značilni za določeno delovno okolje in ne povzročitelji zunaj delovnega mesta.

## Povzročitelji
Poklicno astmo povzročajo alergeni, ki jim je bolnik izpostavljen na delovnem mestu:
- biološki: 
  - rastlinski (tkanine, moka, tobačni in lesni prah: cedra, mahagonij, hrast)
  - živalski (dlake, perje)

- kemični:
  - anorganski (aluminij, cink, platina, vanadij, nikelj, kobalt, krom)
  - organski: (formaldehid, epoksidne smole, parafenilendiamin, izocianati)
  - zdravila: (tetraciklini, penicilini, alfametildopa, cimetidin)

## Pojav
Najpogosteje se pojavi pri mlinarjih (moka žitaric, pelod, glivice, plesni), pojavlja pa se tudi v tekstilni industriji (obdelava volne, Naslov povezavebombaža, svila|svile), pri tapetnikih (lepilo, perje, volna, živalska dlaka), v kemični industriji, farmaciji, pri frizerjih (barve, laki)...

## Znaki
Bolnik je bled, ima orošeno čelo ter izraz strahu. Reagira na hitre spremembe temperature, telesni napor ali psihično razburjenje. Astmatičen napad je lahko trenuten ali zapoznel, reakcija je oblika vnetja.